# Marilyn Bailey Ogilvie

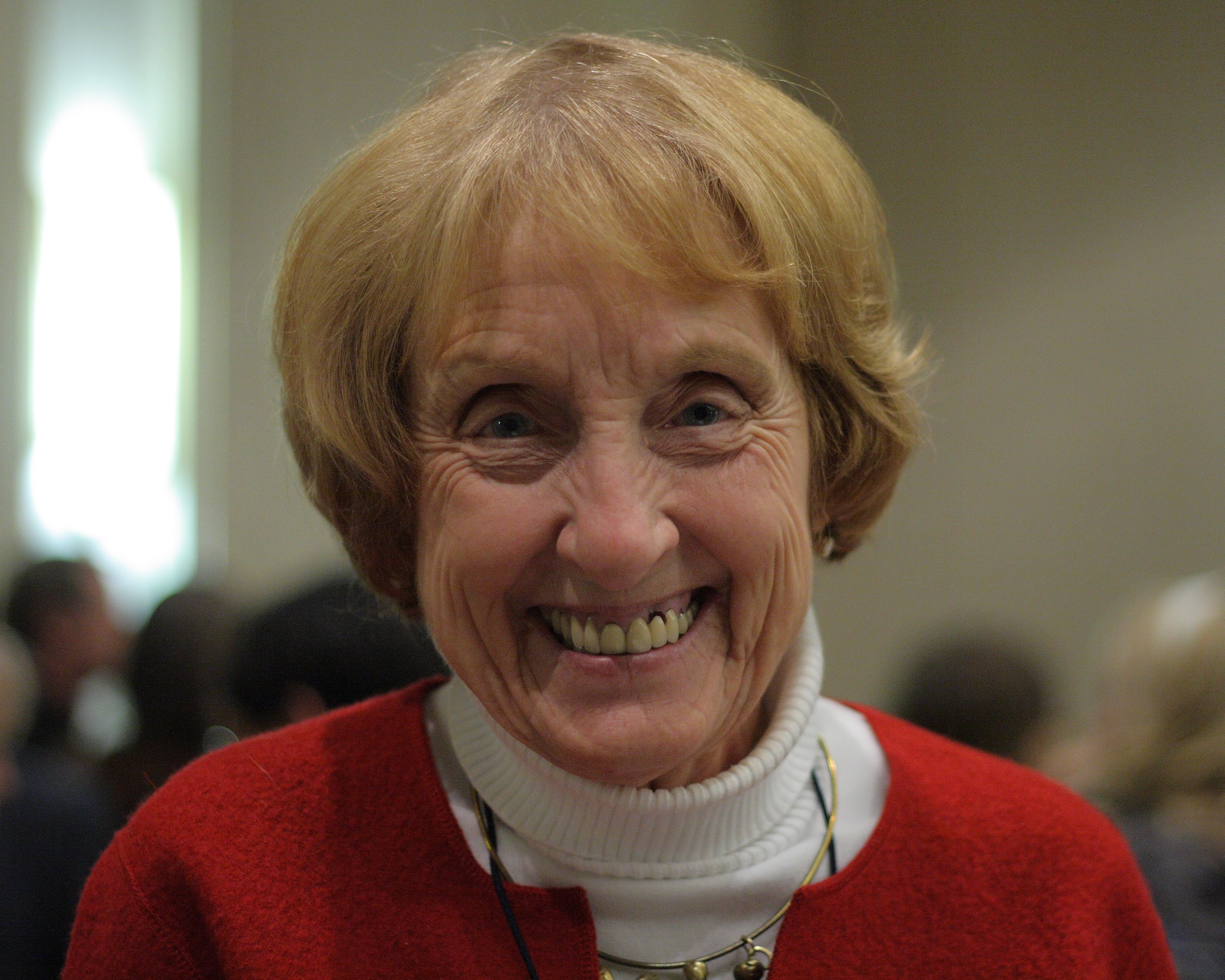
Marilyn Ogilvie (2007)

Marilyn Bailey Ogilvie (geboren 22. März 1936) ist eine US-amerikanische Wissenschaftshistorikerin.

## Leben
Marilyn Bailey Ogilvie studierte Biologie an der Baker University (B.A. 1957), Zoologie an der University of Kansas (M.A. 1959) und wurde 1973 in Wissenschaftsgeschichte an der University of Oklahoma (OU) promoviert. Im Jahr 1983 erwarb sie einen Master in Bibliothekswissenschaft an der OU.
Sie lehrte ab 1979 an der Oklahoma Baptist University und wurde 1991 Professorin für Wissenschaftsgeschichte an der University of Oklahoma und Kurator der wissenschaftsgeschichtlichen Sammlung der Universität.
Ein Schwerpunkt ihrer Arbeit und ihrer Publikationen ist die Geschichte der Frauen in der Wissenschaft. 

## Schriften (Auswahl)
- Sweeping the Stars: The Story of Caroline Herschel. The History Press, 2008
- Marie Curie: A Biography. Westport, Conn: Greenwood Press, 2004 ISBN 978-0-313-32529-8
- mit Joy Harvey (Hrsg.): The Biographical Dictionary of Women in Science: Pioneering Lives from Ancient Times to the mid-20th Century. New York: Routledge, 2000 ISBN 978-0-415-92038-4
- mit C.J. Choquette: A Dame Full of Vim and Vigor: A Biography of Alice Middleton Boring, Biologist in China. Amsterdam: Harwood Academic, 1999 ISBN 978-90-5702-575-4
- mit K.L. Meek: Women and Science: An Annotated Bibliography, 1996
- Women in Science: Antiquity through the Nineteenth Century: A Biographical Dictionary with Annotated Bibliography. Cambridge, Mass: MIT Press, 1986 ISBN 978-0-262-15031-6